# 蓋羅邊疆區

965年的蓋羅邊疆區

蓋羅边疆区（Marca Geronis）是10世纪中叶德國東北部的巨大邊疆區。它可能是为提特瑪爾在920年代创建的，并连续传给了他的两个儿子：齐格弗里德和蓋羅。965年格罗去世后，它被分为五个（有时算作六个）不同的邊疆區：诺德马克、东马克、迈森、蔡茨和梅森堡。
因为齐格弗里德和蓋羅的公会席位是梅澤堡，所以有时也被称为梅澤堡邊疆區。不过，965年后也有一个梅澤堡邊疆區，由于其邊疆區的中央教区是马格德堡，所以有时也被称为马格德堡邊疆區（Magdeburger Mark）。其他历史学家更喜欢称它为薩克森东部邊疆區或東馬克（Ostmark），但这些术语也适用于965年从它发展而来的另一个邊疆區。因为蓋羅邊疆區与北部的比隆邊疆區同时创建，所以它是有时被称为东马克的南半部。一些历史学家甚至称其为迈森邊疆區。
确定蓋羅统治的邊疆區的领土性所涉及的部分复杂性是十世纪萨克森边疆头衔的性质。它可能意味着领土治理，但另一方面可能是对特别强大的伯爵的一种敬意，仅表示在为所在省份提供防御方面的卓越表现。有人提出，游行管辖区甚至在省内重叠。
965年，梅泽堡成为了属于冈瑟的更小、更受限制的邊疆區的中心。982年冈瑟去世后，它与迈森邊疆區合并。